# Нижняя Водская
Ни́жняя Водская — деревня в Котельничском районе Кировской области в Покровском сельском поселении.

## География
Расположена в западной части области, в подзоне южной тайги, по берегу реки Вятка, примерно в 7 верстах к востоку от села Покровское.

## Климат
Климат характеризуется как континентальный, с продолжительной холодной многоснежной зимой и умеренно тёплым летом. Среднегодовая температура — 1,8 °C. Средняя температура воздуха самого холодного месяца (января) составляет −13,9 °C (абсолютный минимум — −46 °С); самого тёплого месяца (июля) — 17,9 °C (абсолютный максимум — 35 °С). Безморозный период длится в течение 114—122 дней. Годовое количество атмосферных осадков — 515 мм, из которых 365 мм выпадает в тёплый период года. Устойчивый снежный покров образуется в середине ноября и держится 160—170 дней

## Население
| 2010 |
| ---- |
| 3    |

## Инфраструктура
Личное подсобное хозяйство.

## Транспорт
Автодорога Р-176 Вятка. 